# آندرس مانوئل دل ریو
آندرس مانوئل دل ریو (اسپانیایی: Andrés Manuel del Río‎؛ زاده ۱۰ نوامبر ۱۷۶۴ – درگذشته ۲۳ مارس ۱۸۴۹) یک دانشمند در زمینه تاریخ طبیعی و شیمی اهل اسپانیا بود.